# Hej hej Nikolaj
|  | Denne artikel er oprettet af botten PalnaBot ud fra en ekstern database. Den kan derfor have sproglige fejl eller mangler. Denne skabelon kan fjernes efter kontrol af indholdet. |

Hej hej Nikolaj er en kortfilm instrueret af Kræsten Kusk efter manuskript af Kræsten Kusk.

## Handling
Hej! Hej! Nikolaj. Hovedet den forkerte vej?